# Cathédrale Saint-Domnius de Split
La cathédrale Saint-Domnius (en croate : Katedrala svetog Dujma) est une cathédrale catholique dédiée à saint Domnion située à Split dans le comitat de Split-Dalmatie en Croatie. Elle est à l'intérieur du palais de Dioclétien

## Historique
La cathédrale est, au départ, le mausolée de l'empereur romain Dioclétien et il ne fut converti en église qu'en 650 par Jean de Ravenne. Au XIIe siècle fut ajouté un campanile et, au XVIIe siècle, l'agrandissement de la cathédrale se fit par la construction d'une abside dans le chœur.

## Architecture
De forme octogonale, la cathédrale de Split agrège des éléments romains et chrétiens. Le clocher date du XIIe siècle, mais fut restauré en 1908. 

## Mobilier
Les vantaux de la porte d'entrée sont ornés de 28 sculptures sur bois (1214), représentant des scènes de la vie du Christ de l'Annonciation à l'Ascension. Elles furent sculptées par Andrija Buvina (hr). Un document d'archives, Historia Salontina, Codex Papali, mentionnant l'installation des vantaux le 23 avril 1214 est conservé à Budapest, au Menzeti Muzeum.
Des colonnes rapportés d'Égypte à la demande de Dioclétien au IIIe siècle, ornent l'intérieur de la cathédrale.
L'art chrétien est principalement représenté par la présence d'une chaire romane (XIIIe siècle), de deux autels, dédiés aux saints patrons de la ville, à savoir saint Domnius et saint Anastase (hr), ainsi que par un trésor d'une grande richesse (buste-reliquaire, art sacré, manuscrits précieux…).

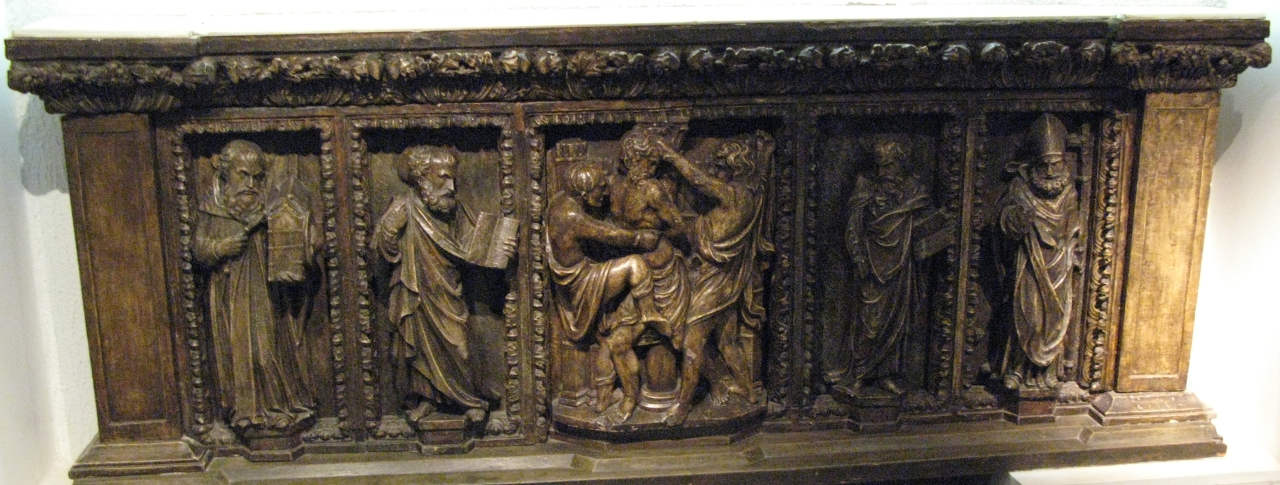
Détail de l'autel Saint-Anastase, sculpté par Georges le Dalmate en 1448.

### Crypte Sainte-Lucie
Sous la cathédrale se trouve la crypte de sainte Lucie (Krypta svete Lucije) qui, d'après le martyrologe romain, subit le martyre sous le règne de Dioclétien.

## Illustrations

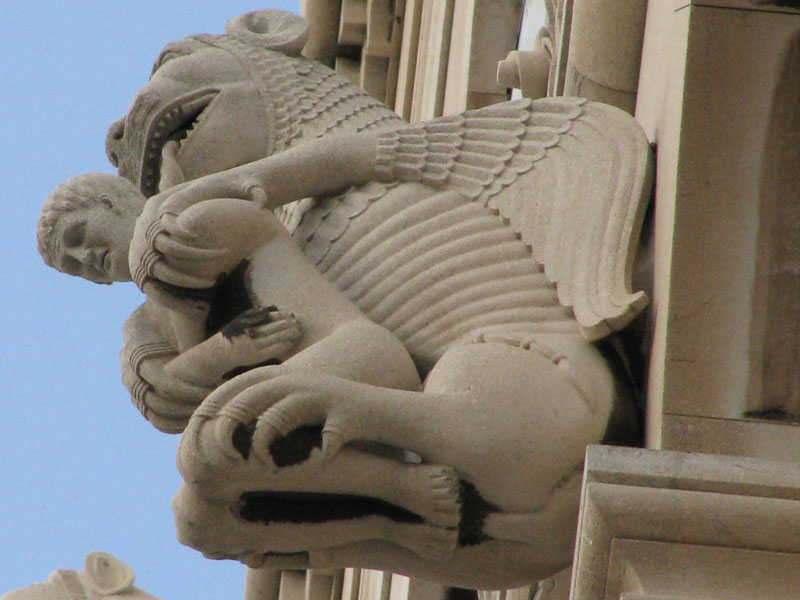
Détail de la façade.
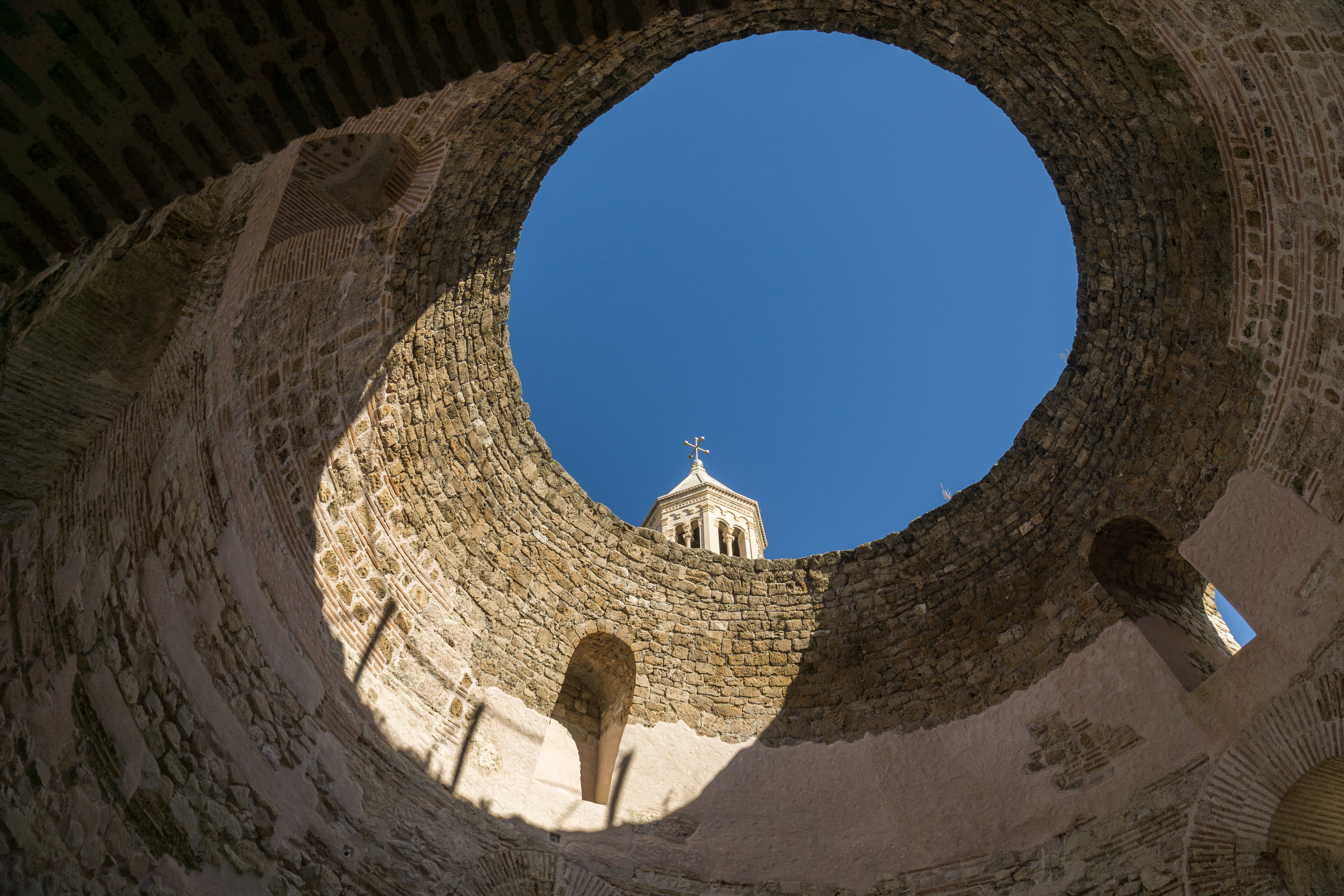
Tour vue du vestibule.
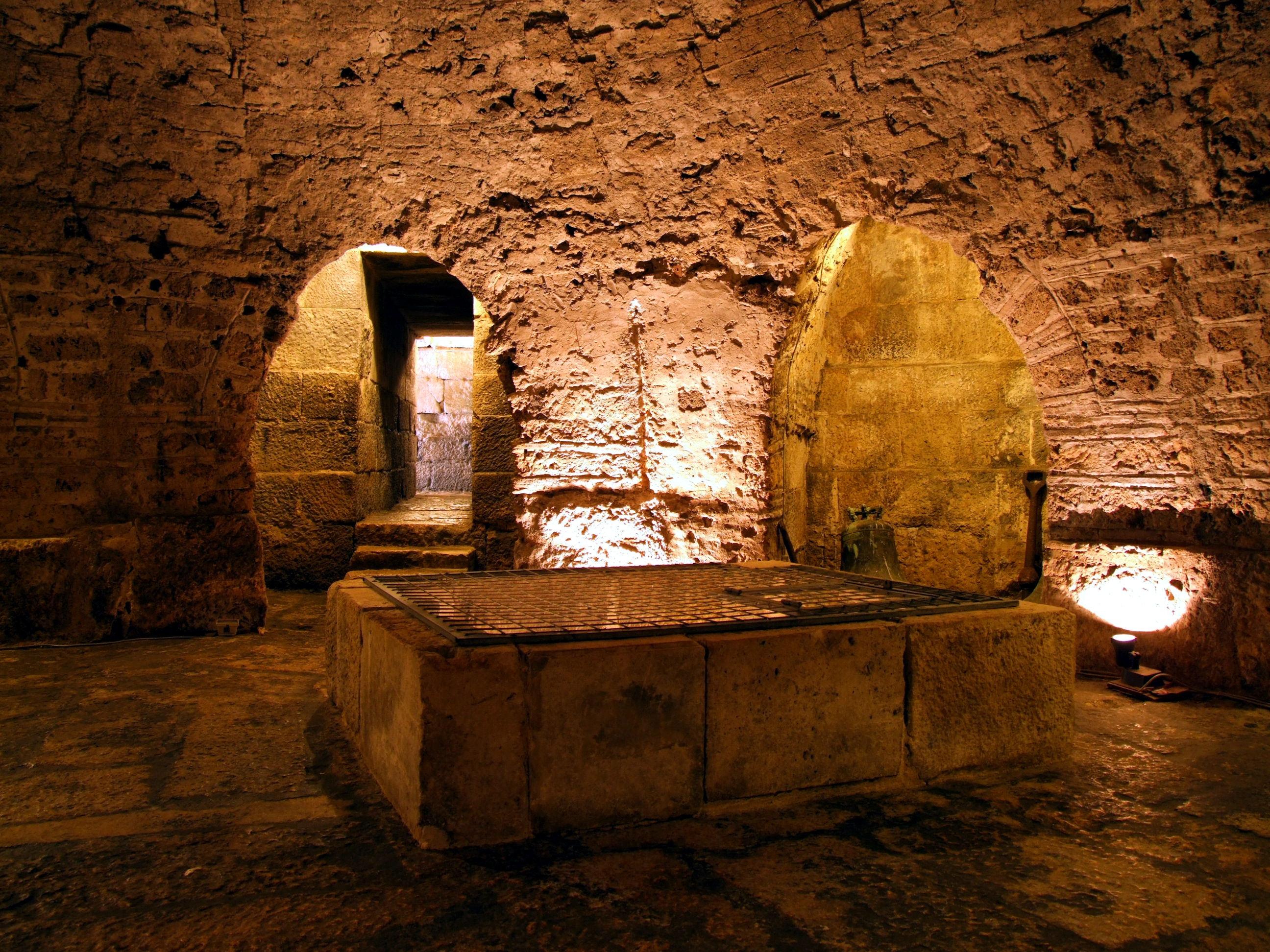
Crypte Sainte-Lucie.